# 2006年トリノオリンピックのドイツ選手団
2006年トリノオリンピックのドイツ選手団（2006ねんトリノオリンピックのドイツせんしゅだん）は、2006年2月10日から2月26日までイタリアのトリノで開催された2006年トリノオリンピックのドイツ選手団、およびその競技結果。

## 概要
今大会は金メダル11個、銀メダル12個、銅メダル6個、合計29個のメダルを獲得して国・地域別ランキングで1位となった。
スピードスケートでは、女子5000mで1994年リレハンメルオリンピック、1998年長野オリンピック、2002年ソルトレークシティオリンピックと3連覇中だったクラウディア・ペヒシュタインの4連覇が期待されたが、2位銀メダルに終わり冬季オリンピック初の4連覇はならなかった。

## メダル
| メダル | 選手名 | 競技                   | 種目                   |
| ------ | --- | ---------------------- | ---------------------- |
| 金     | ゲオルク・ヘティヒ                                                                                                 | ノルディック複合       | 男子個人               |
| 金     | ダニエラ・アンシュッツ アンニ・フリージンガー クラウディア・ペヒシュタイン サビーネ・フォルカー ルシール・オピッツ | スピードスケート       | 女子団体パシュート     |
| 金     | アンドレ・ランゲ ケビン・クスケ                                                                                    | ボブスレー             | 男子2人乗り            |
| 金     | サンドラ・キリアシス アニャ・シュナイダーハインツェ                                                                | ボブスレー             | 女子2人乗り            |
| 金     | アンドレ・ランゲ ホッペ・レネ ケビン・クスケ マルティン・プッツェ                                                  | ボブスレー             | 男子4人乗り            |
| 金     | ジルケ・オットー                                                                                                   | リュージュ             | 女子1人乗り            |
| 金     | カティ・ウィルヘルム                                                                                               | バイアスロン           | 女子10kmパシュート     |
| 金     | スヴェン・フィッシャー                                                                                             | バイアスロン           | 男子10kmスプリント     |
| 金     | ミヒャエル・グライス                                                                                               | バイアスロン           | 男子20km個人           |
| 金     | ミヒャエル・グライス                                                                                               | バイアスロン           | 男子15kmマススタート   |
| 金     | リッコ・グロス ミヒャエル・ロッシュ スヴェン・フィッシャー ミヒャエル・グライス                                    | バイアスロン           | 男子4×7.5kmリレー      |
| 銀     | クラウディア・キュンツェル                                                                                         | クロスカントリースキー | 女子スプリント         |
| 銀     | アンドレアス・シュリッター イエンス・フィルブリヒ レネ・ゾマーフェルト トビアス・アンゲラー                        | クロスカントリースキー | 男子4×10kmリレー       |
| 銀     | シュテファニー・ベーラー ヴィオラ・バウアー エヴィ・ザッヘンバッハー クラウディア・キュンツェル                    | クロスカントリースキー | 女子4×5kmリレー        |
| 銀     | ビョルン・キルヒアイゼン ゲオルク・ヘティヒ ロニー・アッカーマン イェンス・ガイザー                                | ノルディック複合       | 男子団体               |
| 銀     | アメリエ・コバー                                                                                                   | スノーボード           | 女子パラレル大回転     |
| 銀     | クラウディア・ペヒシュタイン                                                                                       | スピードスケート       | 女子5000m              |
| 銀     | ジルケ・クラウスハール                                                                                             | リュージュ             | 女子1人乗り            |
| 銀     | アンドレ・フロルシュッツ トルステン・ブストリッヒ                                                                  | リュージュ             | 男子2人乗り            |
| 銀     | カティ・ウィルヘルム                                                                                               | バイアスロン           | 女子12.5kmマススタート |
| 銀     | マルティナ・グラゴウ                                                                                               | バイアスロン           | 女子10kmパシュート     |
| 銀     | マルティナ・グラゴウ                                                                                               | バイアスロン           | 女子15km個人           |
| 銀     | マルティナ・グラゴウ アンドレア・ヘンケル カトリン・アペル カティ・ウィルヘルム                                    | バイアスロン           | 女子4×6kmリレー        |
| 銅     | トビアス・アンゲラー                                                                                               | クロスカントリースキー | 男子15kmクラシカル     |
| 銅     | ゲオルク・ヘティヒ                                                                                                 | ノルディック複合       | 男子スプリント         |
| 銅     | アンニ・フリージンガー                                                                                             | スピードスケート       | 女子1000m              |
| 銅     | タチアナ・ヒュフナー                                                                                               | リュージュ             | 女子1人乗り            |
| 銅     | スヴェン・フィッシャー                                                                                             | バイアスロン           | 男子12.5kmパシュート   |
| 銅     | ウスキ・ディスル                                                                                                   | バイアスロン           | 女子12.5kmマススタート |